# Activismo de marca
El activismo de marca es un tipo de activismo en el que las empresas juegan un rol de liderazgo en el proceso de cambio social. Se produce cuando las compañías muestran preocupación no tanto por los beneficios sino por las comunidades para las que trabajan, y por sus problemas sociales o ambientales, lo que les permite establecer relaciones basadas en la creación de valor. 
Kotler y Sarkar definieron el fenómeno como el intento que hacen las empresas para solucionar los problemas globales que preocupan a sus clientes futuros y a sus empleados. El Activismo de marca se expresa a través de la visión, la definición de un propósito, valores, objetivos, comunicación y, sobre todo, comportamiento de empresa y marcas hacia las comunidades para las que trabajan.

## Concepto
La intención de las empresas de formar conversaciones y debates sobre cuestiones políticas, sociales, ambientales es provocada por la falta de confianza de la sociedad en gobiernos y ONGs. El Barómetro Edelman sobre Confianza revela el miedo de las personas al futuro y la desconfianza en instituciones. Un estudio de Havas Media muestra que «el 55 % de los consumidores creen que, hoy, las compañías tienen una función más importante que los gobiernos en crear un futuro mejor».
En el libro Brand Activism: From Purpose to Action de Christian Sarkar y Philip Kotler
se habla del contexto y las condiciones políticas, económicas, medioambientales y socioculturales del fenómeno del activismo de marca. Según los autores, el activismo de marca está basado en los «esfuerzos de las empresas para promover, impedir o dirigir reformas o cambios políticos, sociales o ambientales con el deseo de construir una sociedad mejor».

## Aplicación de mercadotecnia de activismo de marca
De acuerdo con los autores, el posicionamiento es ya no suficiente para construir una estrategia de marca competitiva. Los Millennials y la Generación Z son sensibles a los problemas globales medioambientales, políticos, económicos y sociales, y esperar que las marcas se preocupen por las comunidades para las que trabajan.
Un ejemplo internacional de activismo de marca es Nike  con su posición como activista por igualdad racial. En 2018, provocó una fuerte reacción con un anuncio en el que  presentaba al jugador de fútbol americano Colin Kaepernick, quien empezó arrodillarse durante el himno de Estados Unidos en la NFL para protestar por tiroteos policiales a hombres negros desarmados - un gesto que despertó la ira del Presidente  Donald Trump. A raíz de tomar esta posición activista, Nike recibió el apoyo público, las acciones de Nike aumentaron un 7,2 % y la compañía informó de un aumento del 10 % en sus ingresos.
Un ejemplo de activismo de marca en España es el realizado por la chocolatera Trapa: después de eliminar el aceite de palma de todos sus productos, un equipo de la marca viajó a Borneo para realizar una fotografía en una selva amenazada por la deforestación avisando de que, si ese lugar fuese deforestado, volverían para repetir esa foto en la misma ubicación y publicarla. La iniciativa, titulada ¿Una Fotografía Irrepetible? despertó reacciones del lobby del aceite de palma que intentó, sin éxito, retirar la campaña. Meses después, diversos medios de comunicación publicaron que la iniciativa había logrado salvar parte de una selva, y la propia marca reportó un aumento en la distribución que hizo crecer sus ingresos un 51 %.

## Conceptos relacionados
El activismo de marca, junto con la RSC y el activismo de consumidor, suponen una buena parte del activismo económico, que utiliza el poder económico de empresas, gobierno, y consumidores para lograr un cambio social y económico. Las categorías dentro del activismo económico difieren desde el lado en el que se participa, los objetivos que se persiguen, y las maneras en las que se consiguen estos objetivos:
Mientras que el activismo de consumidor busca cambiar la manera en que se producen los bienes o servicios para lograr un proceso de producción más seguro, ético, y respetuoso con el medio ambiente y los objetivos de desarrollo sostenible, los objetivos del activismo de marca son solucionar problemas sociales globales como el calentamiento global, la discriminación o asuntos educación o sanidad. El activismo de consumidor lo llevan a cabo los consumidores en su propia defensa, y el activismo de marca lo llevan a cabo las empresas en interés de la sociedad en su conjunto.
A diferencia de la RSC, el activismo de marca no consiste en una regulación corporativa interna sino en filantropía corporativa. La RSC es una política organizativa interna, y el activismo de marca es la misión, o incluso la razón por la que existe la compañía.

## Ejemplos
- La chocolatera española Trapa, al renovar su equipo directivo, eliminó el aceite de palma de toda su producción y desarrolló una iniciativa titulada ¿Una fotografía irrepetible?, que incomodó al lobby del aceite de palma, tratando de proteger las selvas indonesias de Borneo y, como se explica en el caso de estudio,[12] logró salvar una parte de la selva que iba a ser deforestada y, al mismo tiempo, mejorar la cuenta de resultados de la empresa. La agencia que desarrolló tanto el trabajo de propósito de marca como esta iniciativa fue FCB&FiRe Spain,[15] bajo el liderazgo creativo de Jesús Revuelta.
- Después de la campaña Dream Crazy con Colin Kaepernick, Nike ha mostrado credenciales para convertirse en una compañía de activismo social y político.[16][17] Esta línea de trabajo, que comienza con la mencionada campaña ha sido desarrollada por la agencia independiente Wieden&Kennedy Portland.[18]
- La lucha de The Body Shop por sus creencias y los valores éticos en sus productos de belleza naturales dibujan un consumismo ético. Su fundadora y CEO, Anita Roddick, no sólo quiere hacer productos que cuiden la piel sino que luchaen por los derechos animales, los derechos civiles, el comercio justo, y la protección medioambiental.
- Patagonia, marca de ropa para salir al aire libre, montaña y excursionismo, coloca el medio ambiente en el centro de su negocio. Desde 2011, en su campaña Don't buy this jacket (‘No compres esta chaqueta’) animaban a su comunidad a reducir, reutilizar y reciclar los recursos, creando iniciativas como Wear Worn (‘Ponte lo desgastado’) o el programa Zero Waste (‘Cero residuos’).[19][20][21][22][23]